# Skalka (1549 m)
Skalka (1549 m) – szczyt w zachodniej części Niżnych Tatr na Słowacji, w masywie Prašivej. Leży w głównym grzbiecie wododziałowym Niżnych Tatr, między szczytem Košarisko (1695 m) i przełęczą sedlo pod Skalkou (1475 m). Północno-zachodnie stoki Skalki opadają grzbietem do doliny potoku Lúžňanka i miejscowości Liptovská Lúžna. Grzbiet ten opływają dwa dopływy Lúžňanki; potok Banské i Brezový potok. Południowo-wschodnie stoki opadają do Doliny Jaseniańskiej (Jasenianská dolina) i miejscowości Jasenie. Skalka tworzy w tym kierunku krótki grzbiet opływany przez Jasenianský potok i jego dopływ – potok Husárka. 
Północno-zachodnie stoki Skalki są dość strome i porośnięte lasem niemal pod sam szczyt. Stoki południowo-wschodnie są łagodniejsze, ich górna część oraz grzbiet Skalki są trawiaste. To pozostałości dawnych hal pasterskich. Po zaprzestaniu wypasu stopniowo zarastają lasem.

## Szlaki turystyczne
Przez szczyt Skalki i jej grzbietem biegnie czerwono znakowany, dalekobieżny szlak turystyczny, tzw. Cesta hrdinov SNP.
  Odcinek: Donovaly – Kečka – Hadliarka – sedlo Hadlanka – Kozí chrbát – Przełęcz Hiadelska – Prašivá – Malá Chochuľa – Veľká Chochuľa – Košarisko – Skalka – sedlo pod Skalkou – Veľká hoľa – Latiborská hoľa – sedlo Latiborskej hole – Zámostská hoľa – Sedlo Zámostskej hole – Ďurková (Niżne Tatry) – Malý Chabenec – Chabenec

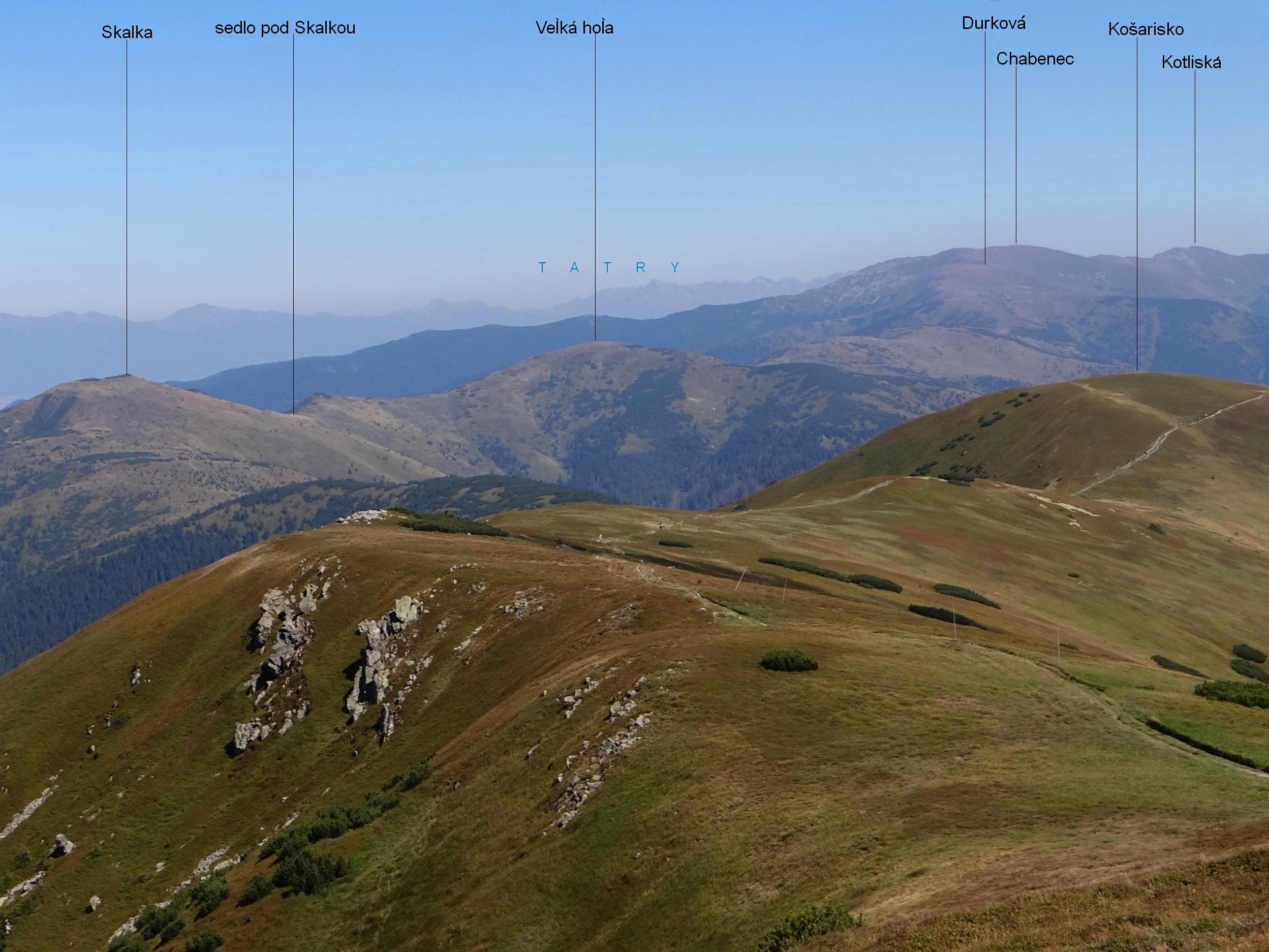
Widok z Veľkiej Chochuli
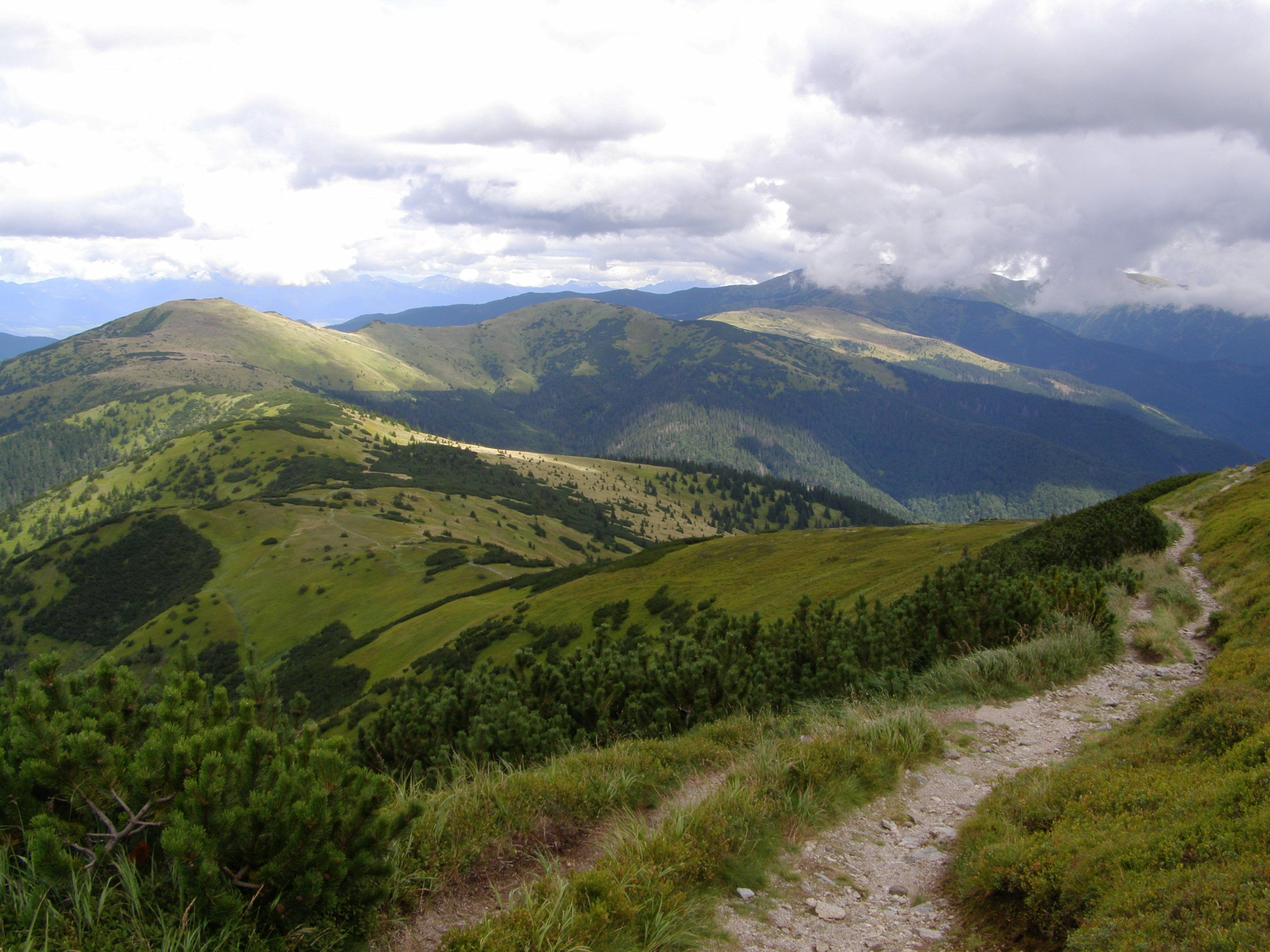
Widok z Košariska
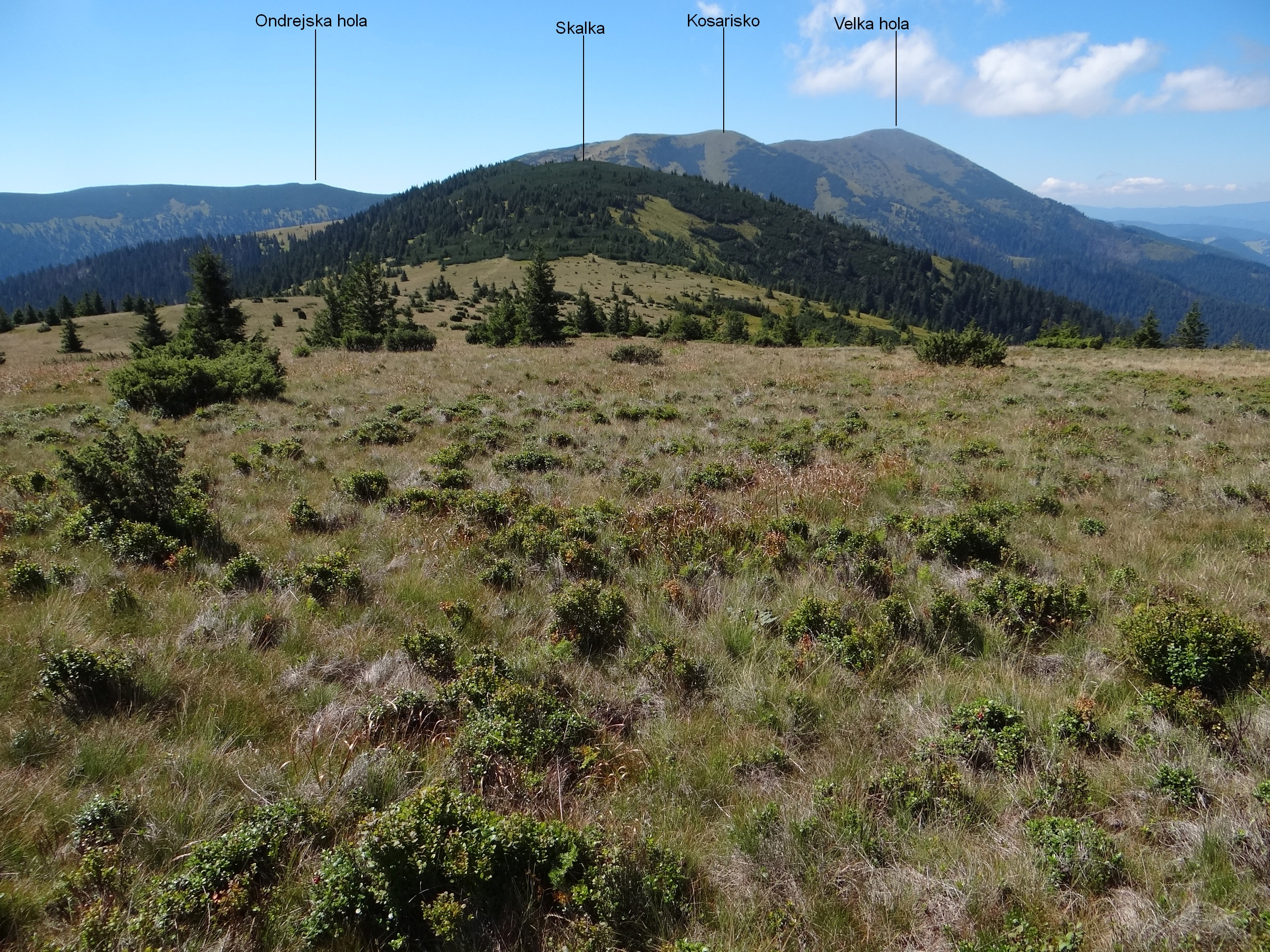
Widok z Vprzełęczy pod Skałką